# Baudouin II de Hollande
Baudouin de Hollande (en anglais : Baldwin II van Holland) (décédé à Mayence, le 30 avril 1196) fut évêque d'Utrecht de 1178 à 1196.

## Biographie
Baudouin était un fils du comte Thierry VI de Hollande et de Sophie de Rheineck et un frère des comtes Otton Ier de Bentheim (nl) et Florent III de Hollande. Avant de devenir évêque d'Utrecht, Baudouin était, selon certaines sources, archevêque de Brême et aumônier d'Henri Le Lion. En tant qu'évêque d'Utrecht, le comté de Hollande a pu renforcer son pouvoir à Utrecht. Pendant son règne, il était en conflit avec le duc Otton Ier de Gueldre sur les terres de Veluwe et de Salland et avec les burgraves de Groningue et de Coevorden. Les guerres dans l'Oversticht (nl), où le pillage des biens épiscopaux était également monnaie courante, ont pesé lourdement sur les finances du diocèse. Baudouin a été enterré dans l'église du Dom d'Utrecht après sa mort.